# Ребровићи
Ребровићи су насељено место у општини Тоуњ, Карловачка жупанија, Република Хрватска.

## Историја
До територијалне реорганизације у Хрватској налазили су се у саставу бивше велике општине Огулин.

## Становништво
На попису становништва 2011. године, Ребровићи су имали 184 становника.

### Број становника по пописима
| Националност   | 2001. | 1991. | 1981. | 1971. | 1961. | 1953. | 1948. | 1931. | 1921. | 1910. | 1900. | 1890. | 1880. | 1869. | 1857. |
| бр. становника | 200   | 306   | 446   | 639   | 841   | 990   | 1.007 | 907   | 793   | 724   | 744   | 795   | 646   | 705   | 768   |

- напомене:

До 1900. исказивано под именом Ребровић Село.

## Попис1991.
На попису становништва 1991. године, насељено место Ребровићи је имало 306 становника, следећег националног састава:
| Попис 1991.‍  | Попис 1991.‍  | Попис 1991.‍ | Попис 1991.‍ | Попис 1991.‍ |
| ------------ | ------------ | ----------- | ----------- | ----------- |
|              |              |             |             |             |
| Хрвати       | Хрвати       |             | 297         | 97,05%      |
| Срби         | Срби         |             | 1           | 0,32%       |
| неопредељени | неопредељени |             | 4           | 1,30%       |
| непознато    | непознато    |             | 4           | 1,30%       |
| укупно: 306  |              |             |             |             |